# La Providence (La Flèche)
Pour les articles homonymes, voir La Providence.
La Providence est un édifice hospitalier situé à La Flèche, dans la Sarthe. Il est le siège de la congrégation religieuse des Filles du Saint-Cœur de Marie, fondée en 1806 par Françoise Jamin. Le chœur de la chapelle, édifié entre 1845 et 1847, présente un exemple de peintures murales du XIXe siècle.

## Localisation
La Providence est située à La Flèche, dans le quartier de la Beufferie de l'ancienne paroisse de Sainte-Colombe, entre un bras du Loir et les rues du Bourdigal et de la Beufferie.

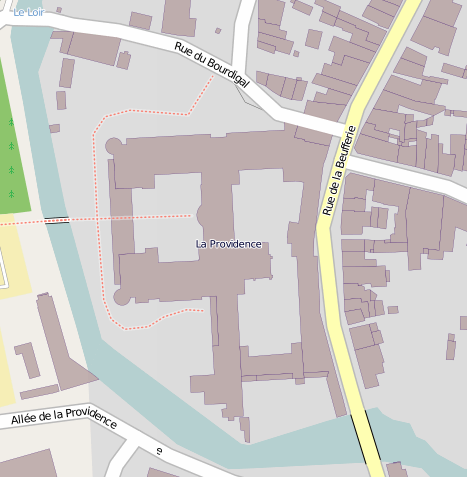
Vue du plan des bâtiments.
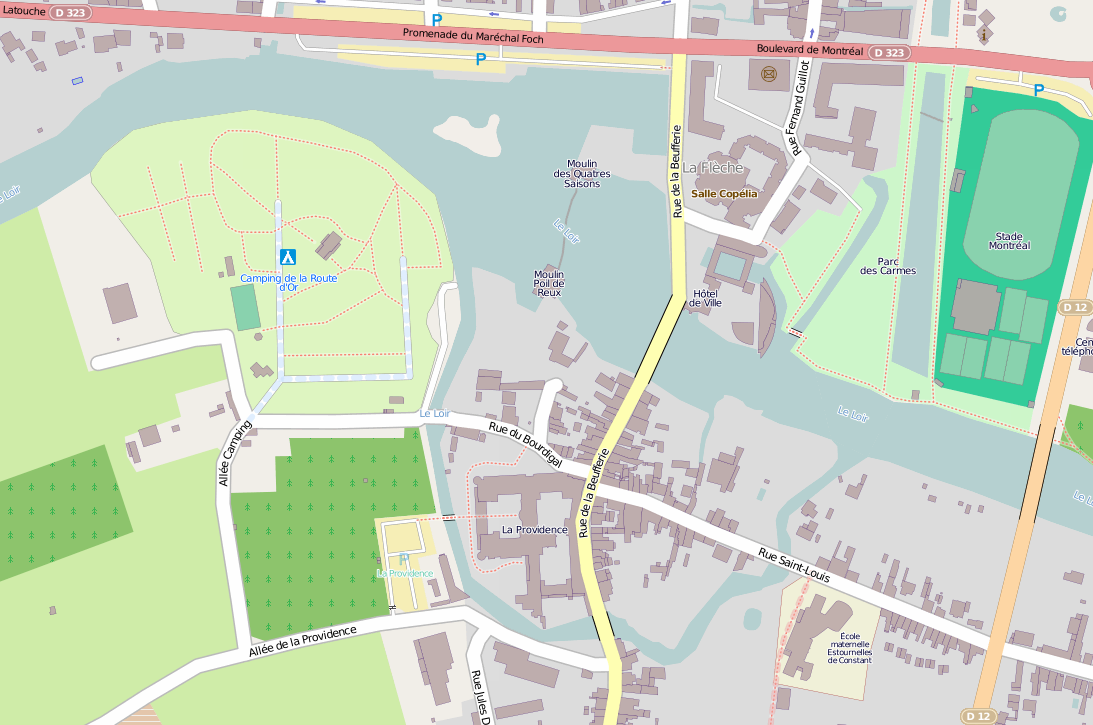
Carte des environs de la Providence.

## Histoire
Née dans une famille de tanneurs de la petite paroisse de Sainte-Colombe, située sur la rive gauche du Loir face à la commune de La Flèche qui l'absorbe en 1866, Françoise Jamin décide de consacrer sa vie au soin des pauvres, des malades et des infirmes. En 1806, elle accueille dans sa maison de la rue de la Beufferie ses premiers pensionnaires, et fonde ainsi la congrégation religieuse des Filles du Saint-Cœur de Marie, dite de la Providence, dont elle devient la première Supérieure.
En 1808, moins de deux ans après sa création, la Providence accueille déjà une quarantaine de pensionnaires et sept sœurs associée. Peu à peu l'établissement se développe et la congrégation fait l'acquisition d'immeubles et de terrains situés autour de la maison de la rue de la Beufferie afin d'agrandir ses locaux. Dès 1809, la règle de la congrégation, fortement inspirée de la règle de saint Augustin, est approuvé par l'évêque du Mans, Mgr de Pidoll. Les sœurs prononcent les vœux de pauvreté, de chasteté, d'obéissance et de servir les pauvres. Dans les premières années de l'existence de sa congrégation, Françoise Jamin se voit proposer le rattachement de la Providence à la congrégation fondée à Baugé par Anne de La Girouardière, les « Filles du Sacré-Cœur de Marie », ce qu'elle refuse. En 1811, la Providence reçoit le don d'un fragment de la Vraie Croix de la part de la congrégation baugeoise. 
Les statuts de la congrégation de la Providence ne sont reconnus officiellement que le 23 mars 1828 par une ordonnance royale. Quelques mois plus tard, Françoise Jamin et les autres sœurs de la communauté prononcent leurs vœux solennels en l'église Saint-Thomas. Après le décès de Françoise Jamin en 1840, la Providence poursuit son développement, et fonde même deux nouveaux établissements, à Vendôme en 1846 puis à Mayenne en 1865. En 1850, la Providence de La Flèche accueille 165 personnes, dont 27 religieuses.
Le 8 octobre 1929, les religieuses de la communauté de la Providence ouvrent une clinique chirurgicale dans une aile de l'établissement. Au début des années 2000, quand apparaît un projet de création d'un pôle hospitalier commun entre les villes de Sablé-sur-Sarthe et La Flèche, la clinique privée de la Providence, après un premier refus, accepte d'intégrer le projet. Les locaux de la Providence accueillent aujourd'hui une maison de retraite. Un musée retraçant la vie de Françoise Jamin a été aménagée dans une partie du bâtiment de la maison de retraite.

## Architecture

### Les bâtiments conventuels
Les bâtiments actuels de la Providence s'articulent autour de la maison familiale de Françoise Jamin, située rue de la Beufferie, où sont accueillis les premiers pensionnaires en 1806. Dès son ouverture, un oratoire est installé dans l'une des chambres du bâtiment. En 1807, l'évêque du Mans donne l'autorisation aux sœurs de la Providence de posséder un chœur et une chapelle et d'y célébrer publiquement l'office. Cette première chapelle, bénie en 1809, est utilisée jusqu'à sa démolition et son remplacement par l'actuelle chapelle. Très vite, la maison de Françoise Jamin apparaît trop exiguë et inadaptée à l'accueil d'un nombre croissant de pensionnaires, c'est ainsi qu'entre 1806 et 1811, elle procède à l'acquisition de six maisons voisines et fait entreprendre divers aménagements pour répondre aux besoins de l'accueil des nouveaux pensionnaires.
En 1841, la reconstruction complète des bâtiments abritant la communauté commence. Les travaux s'étalent sur dix ans, dirigés par l'architecte Urbain Lemoine, qui a déjà travaillé à la restauration de l'église Saint-Thomas de La Flèche. L'ensemble des bâtiments forme un rectangle de 85 m par 59 m, au centre duquel se trouve la croisée de la chapelle, qui délimite quatre cours rectangulaires. 
Le grand côté est du rectangle, qui borde la rue de la Beufferie et au milieu duquel se situe le porche d'entrée, se compose de bâtiments à deux étages recouverts de toits à deux pentes. Les bâtiments situés à gauche du porche sont les premiers à avoir été reconstruits, en 1841. Deux ailes en retour, bâties en 1848, forment les petits côtés du rectangle. L'aile nord a été bâtie dans sa totalité, alors que l'aile sud ne l'a été que dans sa partie est. Le grand côté ouest, autrefois clos par un mur, ouvre sur les jardins. L'espace intérieur du rectangle est occupé par des bâtiments formant une croix latine et dont le centre constitue le chœur de la chapelle, surmonté d'un clocher polygonal. La branche est de la croix correspond à la nef de la chapelle, édifiée entre 1845 et 1847, la branche nord est occupée par le chœur des religieuses et le réfectoire, datant de 1845, tandis les branches ouest et sud abritent, respectivement, la salle des femmes et la salle des hommes. Une petite chapelle, dédiée à Saint-Joseph, est construite dans le parc vers 1872.
Le corps de Françoise Jamin est placé dans le chœur des religieuses le 23 avril 1845, peu de temps après la reconstruction du bâtiment.

### La chapelle de la Providence
Achevée en 1847, la chapelle est consacrée au mois de juin de la même année par l'évêque du Mans, Jean-Baptiste Bouvier. Située dans l'axe du porche d'entrée, la nef de la chapelle, de style néogothique, comprend deux travées couvertes de voûtes d'ogives et propose des dimensions relativement modestes : dix mètres dans sa longueur et sept mètres dans sa largeur. La nef est prolongée à l'ouest par un chœur de plan carré de 9 mètres de côté. Ses quatre angles sont marquées par des colonnes surmontées de chapiteaux sur lesquels retombent de grands arcs brisés. Les bâtiments à l'ouest, au nord et au sud sont séparés du chœur par des arcatures au rez-de-chaussée. Au nord et au sud, une tribune dont le plancher est situé au niveau des chapiteaux communique avec l'étage des bâtiments.
Le chœur de la chapelle est entièrement peint à partir de 1864 par un artiste alençonnais, Pierre-Honoré Chadaigne,. Deux tableaux surmontent les autels latéraux : le Couronnement d'épines pour l'autel nord et le Miracle de sainte Claire pour l'autel sud. Des peintures murales ont été réalisées au-dessus de trois arcs d'ogives du chœur : le Couronnement de la Vierge au-dessus de l'arc ouest, Françoise Jamin et le curé Pierre Delaroche au chevet d'un malade au-dessus de l'arc nord, ainsi qu'une Vierge de miséricorde au-dessus de l'arc sud. Les colonnes, voûtes et murs du chœur sont eux aussi entièrement peints. Les huit colonnes qui soutiennent les arcs du chœur sont décorées des litanies de la Vierge, tandis que le décor de la voûte symbolise le ciel, où sont représentés huit anges. Les murs portent des décorations principalement religieuses, mais aussi végétales.

### Statuaire et objets reliquaires
Plusieurs reliques sont renfermées dans le chœur de la chapelle. Les reliques de sainte Laurence, extraites des catacombes de Rome, ont été envoyées par le Saint-Siège à la congrégation de la Providence le 13 mars 1852. Elles sont contenues dans une châsse placée au pied du maître-autel, entourée des statues des quatre évangélistes,. Des fragments de la Vraie Croix, détenus par la communauté depuis 1811, sont conservées dans un reliquaire placé sur l'autel latéral nord. Ce fragment, don de la fondatrice de la congrégation des Incurables de Baugé Anne de La Girouardière, est lui-même extrait d'un fragment qu'un croisé avait rapporté de la Terre Sainte au XIIIe siècle et déposé à l'abbaye de la Boissière. À la suppression de l'abbaye en 1790, le fragment avait été confié aux Incurables.
Le chœur de la Providence comprend treize statues, dont une statue en terre cuite polychrome dite de la Vierge à l'Enfant, portant l'inscription « Avé Maria » sur son socle. Quatre statues de saints ornent les murs latéraux du chœur, représentant saint Joseph, saint François d'Assise, saint Vincent de Paul et saint Augustin,. Sous les tribunes, on trouve quatre petites statues figurant les grands prophètes de l'Ancien Testament : Isaïe, Jérémie, Ézéchiel et Daniel,.

### Autres références
1. ↑  Daniel Potron, Le XXe siècle à La Flèche : Première période : 1900-1944, La Flèche, Daniel Potron, 1999, 403 p. (ISBN 2-9507738-2-6), p. 330
2. ↑  Daniel Potron, Le XXe siècle à La Flèche : Seconde période : 1944-2001, La Flèche, Daniel Potron, 2010, 544 p. (ISBN 978-2-9507738-4-5 et 2-9507738-4-2), p. 414
3. ↑  « Des lieux d'histoire... », sur le site de la ville de La Flèche (consulté le 26 avril 2013)
4. 1 2  « La Providence », notice no IA72000002, sur la plateforme ouverte du patrimoine, base Mérimée, ministère français de la Culture
5. ↑  « Peintures du chœur », notice no IM72000995, sur la plateforme ouverte du patrimoine, base Palissy, ministère français de la Culture
6. ↑  « Statues du maître-autel », notice no IM72000985, sur la plateforme ouverte du patrimoine, base Palissy, ministère français de la Culture
7. ↑  « Vierge à l'Enfant », notice no IM72000991, sur la plateforme ouverte du patrimoine, base Palissy, ministère français de la Culture
8. ↑  « Ensemble de 4 statues : saint François d'Assise, saint Augustin, saint Vincent de Paul, saint Joseph », notice no IM72000986, sur la plateforme ouverte du patrimoine, base Palissy, ministère français de la Culture
9. ↑  « Ensemble de 4 statues : Isaïe, Jérémie, Ezéchiel, Daniel », notice no IM72000987, sur la plateforme ouverte du patrimoine, base Palissy, ministère français de la Culture